# Emigratie

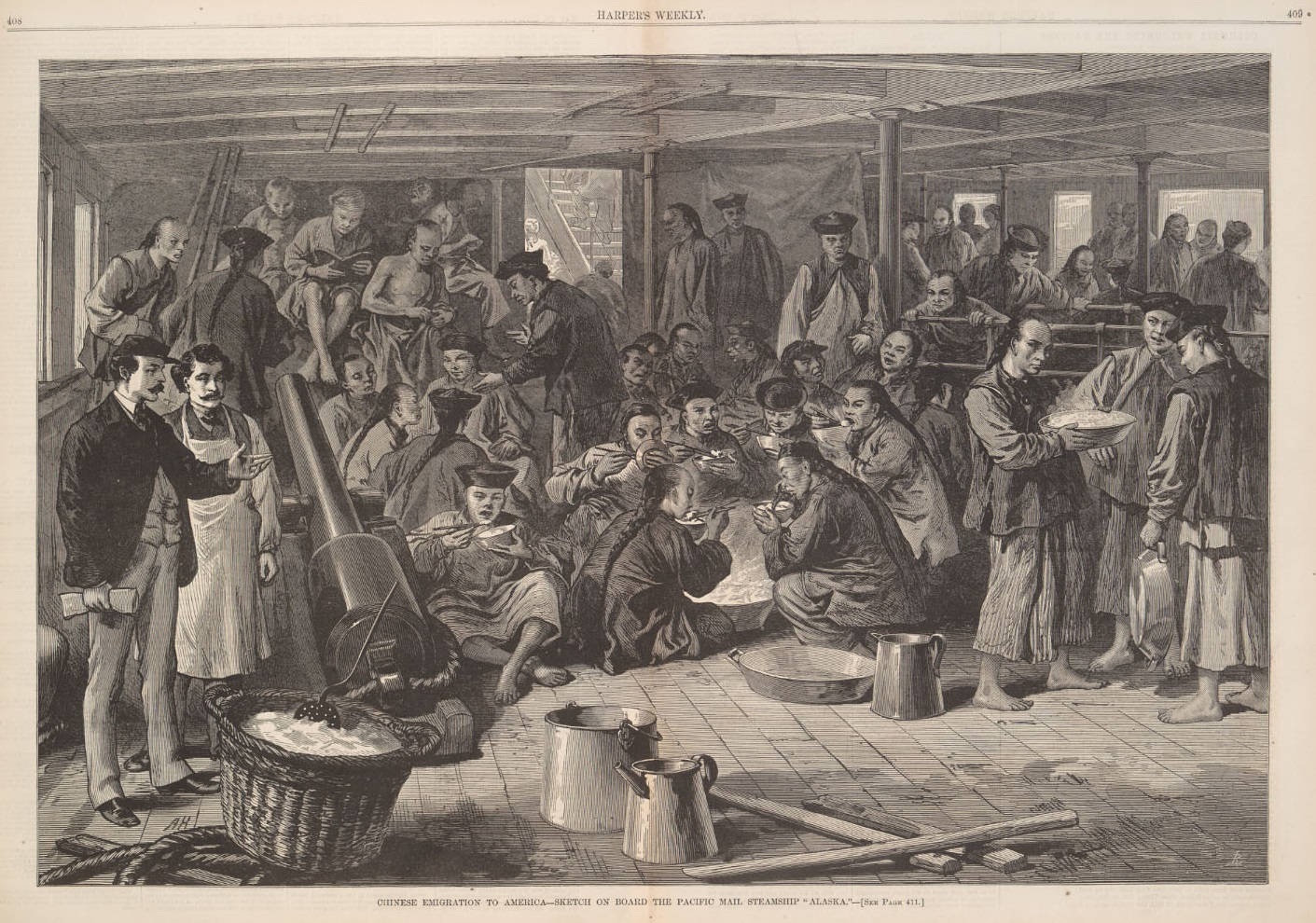
Chinese emigranten op weg naar Amerika

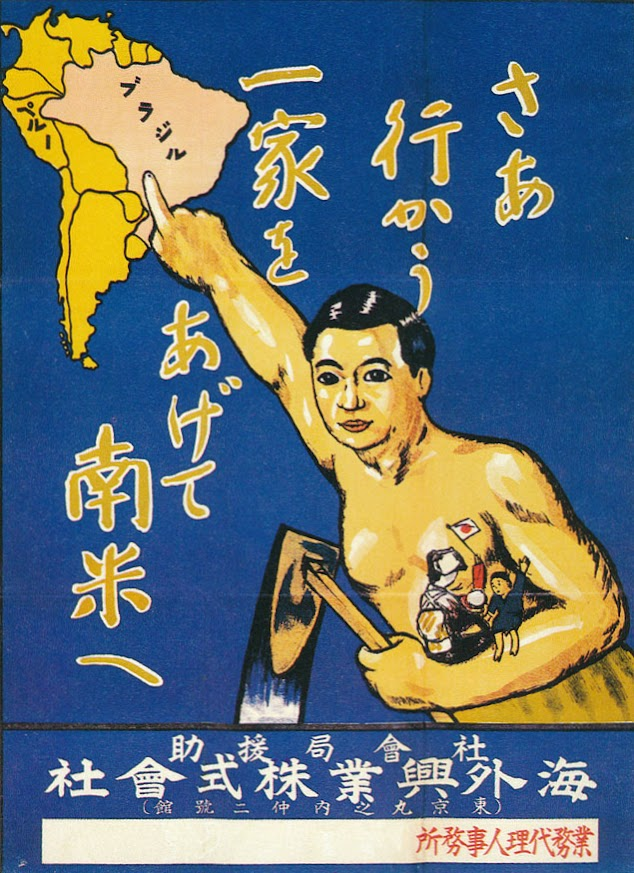
Japanse overheidsposter die Zuid-Amerika promoot

Emigratie is de handeling waarbij mensen hun geboorteland verlaten om zich in het buitenland te vestigen. Wanneer het gaat om de grootschalige emigratie van Europeanen naar landen als de Verenigde Staten, Canada, Australië en Nieuw-Zeeland in de negentiende en twintigste eeuw, wordt ook wel gesproken van landverhuizing, al kan dat begrip in ruimere zin ook betrekking hebben op immigratie.

## Redenen
Er zijn verschillende redenen voor menselijke migratie, deze verschillen door de jaren heen en naar regio. Er kunnen politieke of economische redenen zijn. Soms heeft de betrokkene een partner in het buitenland gevonden en emigreert de persoon om bij zijn partner te kunnen zijn. Veel emigranten die om politieke of economische redenen emigreren, vertrekken samen met hun gezin naar gebieden waar ze vrede of betere kansen op bestaanszekerheid hopen te vinden; zaken die voor hen in hun land van herkomst niet mogelijk zijn.
Soms zijn er grote culturele verschillen tussen het land van herkomst en het nieuwe land, waardoor de emigranten zich niet thuis voelen maar zich altijd 'gast' blijven voelen. Dat kan van beide kanten komen. Als reactie daarop, of als oorzaak daarvan, hangen emigranten soms aan hun oorspronkelijke cultuur, tradities en taal en geven die ook door aan hun kinderen. Verschillen tussen de oorspronkelijke en de nieuwe cultuur kan gemakkelijk leiden tot sociale contrasten, die kunnen resulteren in aanpassingsproblemen voor de 'nieuwkomers', die de geschreven en ongeschreven regels van hun nieuwe land niet kennen of waar het moeilijk is deze aan te leren. In sommige gevallen vormen emigranten samen hun eigen gemeenschappen binnen het nieuwe land, ook om nieuwkomers te helpen met de integratie.

## Geschiedenis van Nederlandse emigratie

### Gouden eeuw
Vanuit Nederland zijn er de afgelopen eeuwen veel mensen geëmigreerd. De eerste emigratiegolf ontstond in de Gouden eeuw. Nederland stichtte handelsposten overal ter wereld, of stichtte nieuwe kolonies. Bekende emigratiedoelen uit die tijd zijn:
- Nieuw-Nederland, tegenwoordig Verenigde Staten
- Kaapstad (Nederlandse Kaapkolonie), tegenwoordig Zuid-Afrika
- Batavia, tegenwoordig in Indonesië
- Suriname

### Negentiende eeuw

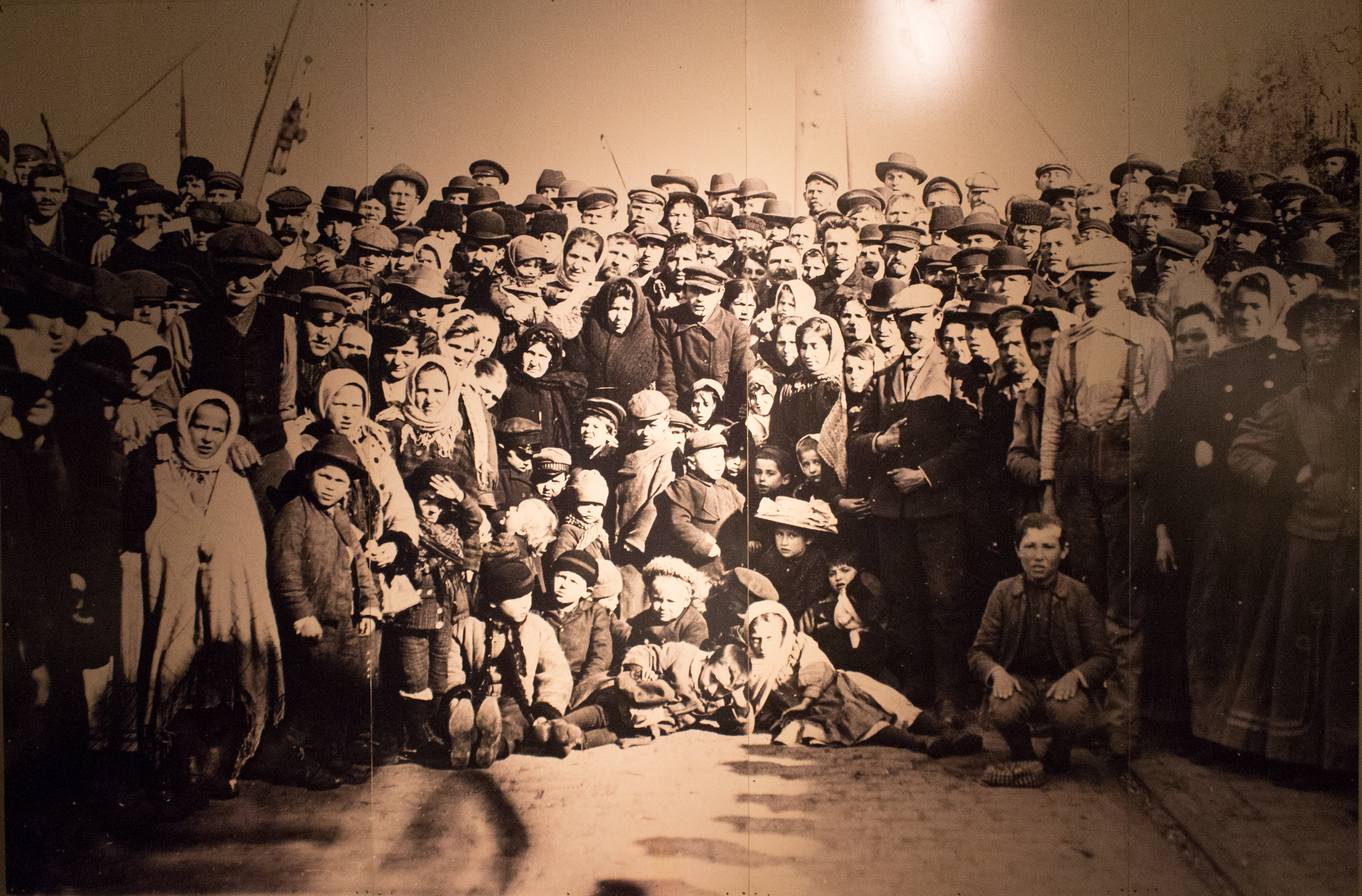
Emigranten voor vertrek met de Holland-Amerika Lijn

In de periode 1845-1860 verlieten tienduizenden Nederlanders hun vaderland. De meesten van hen waren afkomstig uit Gelderland, Overijssel en Zeeland. Hiervoor zijn twee redenen aan te wijzen. Als eerste was de economische situatie slecht als gevolg van mislukte oogsten, wat leidde tot veel economische emigranten. Ten tweede emigreerden relatief veel leden van de Nederlandse Hervormde Kerk afgescheiden kerken, die later Gereformeerd zouden gaan heten. Het leven werd hen door de overheid op allerlei manieren zuur gemaakt, dus wilden ze in een nieuw land een nieuwe toekomst opbouwen. Onder leiding van mensen als Albertus van Raalte en Hendrik Peter Scholte stichtten zij hun eigen nederzettingen in respectievelijk Holland (Michigan) en Pella (Iowa).
In 1880 ontstond er een nieuwe emigratiegolf, die tot rond 1920 duurde. Tijdens deze periode vertrokken vooral veel mensen uit Groningen en Friesland, hoewel ook uit de eerder genoemde provincies nog veel mensen vertrokken.
Bijna al deze emigranten vertrokken naar de Verenigde Staten, met name naar de jonge staten waar gemakkelijk land te krijgen was of naar staten waar nog een Nederlandse kern te vinden was van de vorige emigratiegolf. De volgende staten ontvingen de meeste Nederlandse emigranten:
- Michigan
- Iowa
- Wisconsin
- Washington
- New York

Ook vertrokken veel Nederlanders naar onafhankelijke Boerenrepublieken in Zuidelijk Afrika, zoals Oranje Vrijstaat en de Zuid-Afrikaansche Republiek.

### Twintigste eeuw

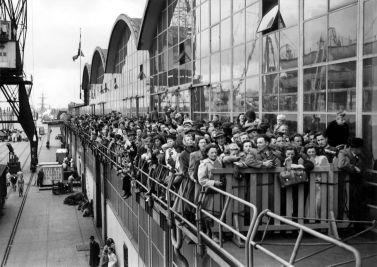
Nederlanders voor de afvaart in Rotterdam, 1951

De bekendste emigratiegolf is ontstaan na de Tweede Wereldoorlog. Vooral jonge stellen kiezen ervoor om een nieuw bestaan op te bouwen buiten Nederland. Hierbij speelden economische motieven een rol, maar ook angst voor het uitbreken van een derde wereldoorlog. Ook het grote huizentekort en het feit dat middenstanders door de begrotingspolitiek en kleine boeren en landarbeiders door de introductie van trekkers, verlagingen van de melkprijs en de Ruilverkavelingswet van 1954 onvoldoende toekomst in eigen land zagen. Vanaf 1949 voerde het kabinet-Drees-Van Schaik een actief emigratiebeleid, met als doel verlichting te bieden aan de bevolkingsdruk en om de werkloosheid onder agrariërs te verlagen — naast de aantrekkingskracht van Noord-Amerika.
Populaire bestemmingen waren Canada, Australië, Nieuw-Zeeland (80%), maar ook Verenigde Staten Argentinië, Brazilië en Zuid-Afrika. Een derde zal terugkeren.

## Belemmeringen
Sommige staten belemmerden en belemmeren emigratie en immigratie om verschillende redenen. Men ziet liever geen geschoolde krachten vertrekken ('braindrain'). Ideologische en politieke motieven kunnen ook meespelen. Emigratie kan immers gezien worden als 'stemmen met de voeten', en daarmee afdoen aan het beeld van de ideale heilstaat. In een meer nationalistische context kan men emigratie zien als verraad, zo beweerde Bismarck dat 'wie zijn Duitserschap weggooit als een oude jas', voor hem geen Duitser meer was. Veel landen hebben dan ook emigratie van hun onderdanen actief tegengewerkt.
In 1918 kondigden de communistische nieuwe machthebbers van Rusland emigratiemaatregelen af. Tegen 1928 was emigratie uit de Sovjet-Unie vrijwel onmogelijk, en kon men zich door een intern paspoortsysteem slechts met veel formaliteiten en controle van het ene deel van het land naar het andere verplaatsen. In de jaren veertig en vijftig namen de nieuwe Oostbloklanden, Noord-Korea en de Volksrepubliek China dit systeem over. In al deze landen zijn anno 2009 de restricties grotendeels opgeheven, met uitzondering van Noord-Korea. Illegale (door China) teruggestuurde emigranten, worden bovendien zwaar gestraft.
Daar waar geen of weinig ontslagbescherming geldt (employment at will, bijvoorbeeld de Verenigde Staten) kan een werkgever besluiten iemand met emigratieplannen zonder meer te ontslaan, daar die persoon immers ook niet meer in de onderneming kan groeien. Hoewel dit geen directe belemmering is, is dit gezien het feit dat iemand van zijn inkomsten wordt afgesneden en emigratie ook geld kost, wel degelijk een indirecte belemmering.
Landen die de vrijheid van het individu onderschrijven of die traditioneel immigratielanden zijn, zullen meestal veel minder moeilijk doen over emigratie.
In Australië golden in de jaren 1970 immigratiebeperkingen vanwege een hoge werkeloosheid en slecht verlopende investeringsmaatregelen. Premier Joop den Uyl vroeg in 1975 zijn Australische ambtsgenoot, om Nederlanders zo weinig mogelijk in de weg te leggen. Er woonden toen 160.000 Nederlanders in dat land.

## Fiscale maatregelen
Vaak leidt emigratie tot een extra belastingheffing omdat er een latente belastingschuld op belastingvrij opgebouwde vermogensbestanddelen ligt (pensioenrechten, overwaarde op een onderneming of aandelen, etc.). Nederland doet dit in de vorm van een conserverende aanslag, die overigens in principe niet betaald hoeft te worden en na 10 jaar wordt kwijtgescholden. De betreffende landen stellen dat ze hiermee misbruik bestrijden en de samenhang van hun belastingstelsels bewaken.
Critici menen echter dat het de landen er om te doen is indirect de emigratie te beletten dan wel te ontmoedigen: dit zou met name gelden voor de economisch sterkeren als (succesvolle) ondernemers en zakenmensen die immers het hardst door fiscale maatregelen worden getroffen. De Weimarrepubliek was hier zelfs zeer direct in: de schrijver Victor Klemperer beschrijft dat emigranten 20% belasting moesten betalen over hun vermogen wegens 'rijksvlucht'.

## Ziektekostenverzekering
Veel verzekeraars hanteren een wachttijd (verzekeringen). Dit betekent dat men bij toetreding een bepaalde tijd niet verzekerd is maar wel premies betaalt. Om dit op te vangen kan men een aanvullende ziektekostenverzekering ('brugverzekering') sluiten om de wachttijd te overbruggen.

## Remigratie
Hoewel een emigrant in tegenstelling tot een expat het oogmerk heeft niet meer terug te keren, komt het vaak voor dat dit toch gebeurt. Heimwee, niet kunnen aarden in het nieuwe vaderland, of de oude dag in het herkomstland willen doorbrengen zijn veelgenoemde redenen. Ook plotseling verslechterende economische of sociale omstandigheden kunnen ertoe leiden dat men remigreert naar zijn oude vaderland: er is bijvoorbeeld een economische crisis uitgebroken, men kan geen baan (op niveau) krijgen, of er dreigt een (burger)oorlog. Organisaties die emigratie begeleiden raden daarom vaak aan niet alle schepen achter zich te verbranden door bijvoorbeeld de kinderen de moedertaal niet te leren.

## Emigranten en expats
Het verschil tussen emigratie en expatriatisme is meestal niet duidelijk te trekken. De expatriate heeft meestal in tegenstelling tot de emigrant niet het oogmerk zich permanent in het buitenland te vestigen. Daarom houdt de expatriate vaak vast aan de normen en waarden uit het eigen land, terwijl de emigrant er eerder toe geneigd zal zijn zich aan te passen aan het nieuwe land. Veel expatriates zijn voor hun werk uitgezonden voor beperkte tijd terwijl emigranten vaak als gevolg van hun emigratie ook van baan moeten wisselen. De grens is echter zeer vaag: emigranten kunnen remigreren na enkele jaren, en expats kunnen besluiten permanent in het nieuwe woonland te blijven.

## Kosten
Emigratie kost geld. Men kan denken aan de volgende posten:
- Opbouw van middelen om de eerste paar maanden door te komen. Veel emigratielanden stellen bovendien als voorwaarde dat men dit door middel van bijvoorbeeld een bankafschrift kan aantonen, men denke hier aan enkele duizenden tot enkele tienduizenden euro's.
- Reiskosten.
- Verhuizingskosten.
- Leges en notariskosten voor legaliseren van nodige documenten.
- Eventuele emigratieheffingen, of kosten voor een bankgarantie indien de belastingdienst zekerheidsstelling eist voor de conserverende aanslag.
- Kosten voor de koop of huur van een nieuw huis;
- Eventuele talencursussen.
- Additionele verzekeringen en pensioenen ter voorkoming van verzekerings- en pensioengaten.
- Kosten wegens het eventueel moeten liquideren van een deel van de bezittingen, en aanschaf van nieuwe zaken in het aankomstland.
- Afkoopkosten en contractuele boetes of schadevergoedingen wanneer men langlopende verplichtingen moet afkopen, boeterente voor eventueel voortijdig beëindigen van de hypotheek.
- Indirecte kosten bestaande uit een inkomensval doordat men wellicht (tijdelijk) werk tegen een lager salaris moet accepteren, of hogere levensonderhoudskosten.

## Hulp bij emigratie
Omdat emigreren een zeer omvangrijk proces is, kan het soms nuttig zijn een extern bureau in te schakelen: een emigratiebureau. Dit neemt de bureaucratische rompslomp voor zijn rekening en kan de emigrant eventueel helpen met het vinden van een baan of een nieuw huis of tijdelijke woonruimte.